# Hatto I
Hatto (c. 850 – Mainz, 15 de maio de 913) foi um arcebispo de Mogúncia na época do Sacro Império Romano Germânico.

## Vida e obra
Era oriundo de uma família nobre da Suábia. Educou-se num mosteiro em Ellwangen e depois entrou como monge beneditino na Abadia de Fulda. Em 888 foi eleito abade de Reichenau e, no ano seguinte, também do Mosteiro de Ellwangen, e com isso passou a ser uma personalidade de grande peso político no Império.
Em setembro de 891 foi nomeado arcebispo de Mogúncia pelo rei germânico Arnulfo. Com a morte deste, em 899, foi eleito Luís, a Criança, de apenas seis anos de idade, como sucessor. A eleição foi o resultado da influência de Hatto, que administrou o reino durante a curta vida do rei (m. 911). O próximo rei foi Conrado I da Alemanha, também eleito sob a influência do arcebispo de Mogúncia.